# Merton F. Utter
Merton Franklin Utter (* 23. März 1917 in Westboro, Atchison County; † 28. November 1980) war ein US-amerikanischer Mikrobiologe.

## Biographie
In seinem ersten Lebensjahr zog die Familie um nach New Market im Taylor County, da sein Vater dort in einer Bank arbeitete. Seine Mutter arbeitete als Organistin in Kirchen, was Mertons lebenslange Liebe zur Musik begründet. Zunächst ging er in New Market zur Schule, dann zog die Familie um nach Coin im Page County. 1934 schloss er dort die Highschool ab. Dann ging er in Indianola auf das College, das er 1938 abschloss. 1939 heiratete er Marjorie Manifold, die an der Iowa State University als Sekretärin von Theodore W. Schultz arbeitete. Merton studierte bis 1942 an der Iowa State University, wo Chester Hamlin Werkman sein Doktorvater war. 1944 wurde Utter Assistenzprofessor an der University of Minnesota und 1946 wurde er Associate Professor an der Case Western Reserve University. 1950 wurde der Sohn Douglas Max Utter geboren, der ein Maler des Expressionismus wurde. Merton Utter wurde 1956 zum Professor ernannt. Zwischen 1965 und 1976 leitete er zusätzlich die Abteilung für Biochemie. Während seiner Zeit als Professor an der Case Western Reserve University verbrachte er drei Jahre an anderen Universitäten: 1953 mit Hilfe des Fulbright-Programms an der University of South Australia, 1960 an der University of Oxford und 1968 an der University of Leicester, wo er täglich Hans Leo Kornberg zum morgendlichen Disput auf dem Weg zur Universität traf.
Utter leistete Pionierarbeit auf dem Gebiet des bakteriellen Metabolismus. Eines seiner wichtigsten Forschungsergebnisse war, dass die Gluconeogenese keine umgekehrte Glykolyse ist. 1966 untersuchte er die Quartärstruktur von Pyruvatcarboxylase des Haushuhns mittels Elektronenmikroskop, was eine der ersten Anwendungen zu diesem Zweck war. Das Enzym erwies sich als Tetramer, was später durch Forscher wie Gerhard Gottschalk auch für andere Organismen nachgewiesen wurde. Gegen Ende seiner Karriere leistete er Beiträge zur Untersuchung des Leigh-Syndroms. Zeitweise war er Mitherausgeber des Journal of Biological Chemistry. 1972 wurde er Mitglied in der American Academy of Arts and Sciences. 1973 wurde er mit der Mitgliedschaft in der National Academy of Sciences geehrt.